# اليوم العالمي لمكافحة عمل الأطفال
اليوم العالمي لمكافحة تشغيل الأطفال هو يوم دشنته منظمة العمل الدولية لتركيز الاهتمام على مدى انتشار ظاهرة تشغيل الأطفال في العالم، وتعزيز الجهود للقضاء عليها. وتُقام هذه الاحتفالية في يوم 12 يونيو من كل عام منذ 2002م. وأنشأت منظمة العمل الدولية هذه الاحتفالية في عام 2002 وتُقام سنويًا منذ ذلك الحين.
وجاءت هذه الاحتفالية بتحفيز من التصديقات على اتفاقية 138 لمنظمة العمل الدولية بشأن الحد الأدنى لسن التشغيل واتفاقية 182 لمنظمة العمل الدولية بشأن أشكال عمل الأطفال.

## معلومات عامة[6]
عرّفت الأمم المتحدة عمل الأطفال بأنه
هي أعمال تضع عبء ثقيل على الأطفال وتعرض حياتهم للخطر.
وقسمت عمل الأطفال المحظور دوليًّا إلى ثلاثة أقسام:
1. الاستعباد والاتجار بالبشر والعمل سدادًا لدين وسائر أشكال العمل الجبري، وتوظيف الأطفال جبرًا لاستخدامهم في النزاعات المسلحة وأعمال الدعارة والأعمال الإباحية والأنشطة غير المشروعة.
2. لعمل الذي يؤديه طفل دون الحد الأدنى للسن المخول لهذا النوع من العمل بالذات، والعمل الذي من شأنه إعاقة تعليم الطفل ونموه التام.
3. العمل الذي يهدد الصحة الجسدية والفكرية والمعنوية للطفل.